# Brixentaler Ache
La Brixentaler Ache est une rivière du Tyrol en Autriche, affluent en rive droite de l'Inn.

## Géographie
Elle est un des principaux tributaires de l’Inn de l'Unterland tyrolien (en) par la taille de son bassin-versant (330,3 km2) mais sa longueur n'est que de 28 km.
Dans sa première partie, la rivière s'appelle Brixenbach, sur le territoire de Brixen im Thale, elle coule alors dans la vallée de Brixental (en). Entre Westendorf et Hopfgarten im Brixental, sa vallée est étroite. Juste après ces gorges, la Windauer Ache (en) la rejoint depuis le sud. À partir de cette confluence, la Brixenbach prend le nom de Brixentaler Ache. Elle est ensuite rejointe un kilomètre plus loin par la Kelchsauer Ache (de).